# Saint-Marsal
Saint-Marsal (en catalán: Sant Marçal) es una localidad y comuna francesa situada en el departamento de Pirineos Orientales y la región de Occitania, en una zona de transición entre las comarcas del Rosellón, el Vallespir y el Conflent. Tenía 103 habitantes en 2007.
Sus habitantes reciben el gentilicio de Saint-Marsalois en francés y de Marçalins en catalán.
Administrativamente, pertenece al distrito de Céret, al cantón de Arles-sur-Tech y a la Communauté de communes du Haut Vallespir.

## Geografía
El territorio de Saint-Marsal, de un relieve muy accidentado, se encuentra esencialmente en los altas Aspres y se eleva hacia el suroeste hasta los contrafuertes meridionales del Canigou (torre de Batère, 1439 metros). La comuna limita al oeste con el Boulès, afluente del Têt, y al sur con otro curso de agua, el arroyo Calvell, que pasa a denominarse río de Saint-Marsal antes de confluir con el río Ample, afluente del Tech. El límite norte está constituido en parte por un afluente del Ample, el ravin de la Jassette. El territorio es muy arbolado, en particular al suroeste.
La comuna de Saint-Marsal limita con Corsavy, Taulis, Montbolo, Taillet, Calmeilles, Prunet-et-Belpuig y La Bastide.

## Etimología
El pueblo es citado por primera vez en 869 bajo la forma villare Mansaldi, dicho de otra manera, la aldea de Mansald, nombre de persona de origen germánico. Tres siglos más tarde, este nombre se transformó en hagiónimo (nombre de santo, en este caso San Marcial), y después en hagiotopónimo: un texto de 1198 cita la forcia Sancti Marcialis. Los señores del lugar se llamarán de Sant Marsal. La iglesia se encuentra consagrada al mismo santo (ecclesia Sancti Marcialis de Sancto Marciali).

## Demografía
| 99 | 117 | 108 | 104 | 77 | 85 |
| Para los censos de 1962 a 1999 la población legal corresponde a la población sin duplicidades (Fuente: INSEE [Consultar]) |     |     |     |    |    |

## Lugares y monumentos
- Iglesia parroquial, consagrada a San Marcial. Es un edificio difícilmente datable, construido sobre una peña contra la muralla, pero fuera de ésta. Fue reformada en el siglo XVIII y reconstruida en parte en el siglo XX.
- El pueblo conserva algunos vestigios de sus fortificaciones, entre los que destaca una puerta situada al noreste.
- Tour de Batère, que constituye el límite entre Saint-Marsal, La Bastide y Corsavy.